# Vrhovci, Črnomelj
Vrhovci este o localitate din comuna Črnomelj, Slovenia, cu o populație de 59 de locuitori.